# 정읍시의 행정 구역
정읍시의 행정 구역은 1읍 14면 8동으로 구성되어 있다. 정읍시의 면적은 692.93km2이며, 인구는 2009년 12월 31일을 기준으로 50,664 세대 122,935명이다.

## 행정 구역

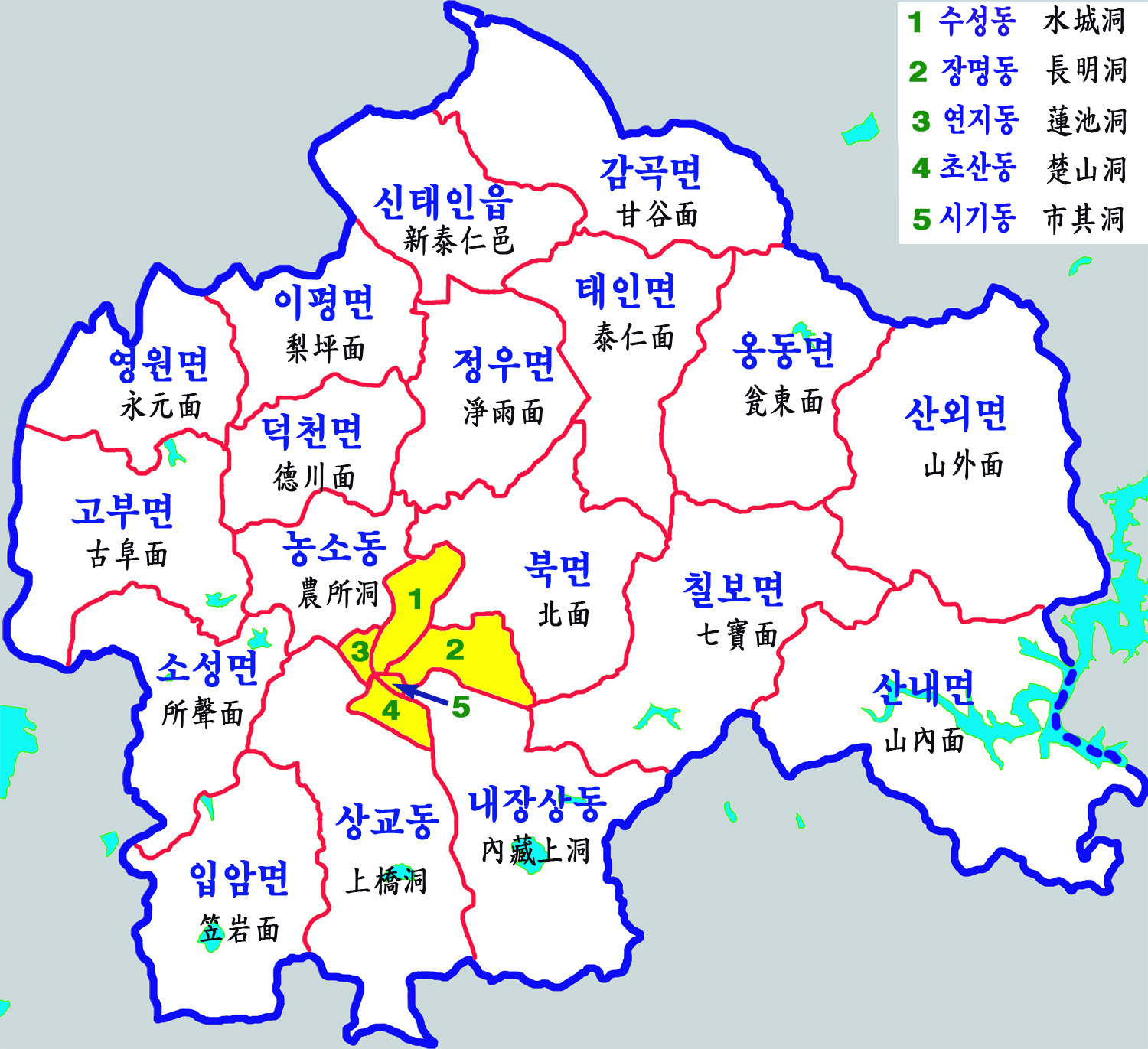
정읍시의 행정 구역

| 읍면동   | 한자     | 세대   | 인구    | 면적   | 법정동·리 |
| -------- | -------- | ------ | ------- | ------ | --- |
| 신태인읍 | 新泰仁邑 | 3,298  | 7,195   | 29.83  | 구석리(九石里), 신태인리(新泰仁里), 연정리(蓮汀里), 우령리(牛嶺里), 신용리(新龍里), 양괴리(陽槐里), 육리(六里), 청천리(淸泉里), 신덕리(新德里), 화호리(禾湖里), 백산리(柏山里)                                                 |
| 북면     | 北面     | 2,293  | 5,581   | 35.64  | 한교리(漢橋里), 승부리(承富里), 신평리(新平里), 복흥리(伏興里), 태곡리(台谷里), 보림리(寶林里), 마정리(馬亭里), 화해리(花海里), 남산리(南山里), 장학리(長鶴里)                                                                 |
| 입암면   | 笠岩面   | 1,684  | 3,743   | 35.80  | 지선리(芝仙里), 단곡리(丹谷里), 연월리(蓮月里), 천원리(川原里), 등천리(登川里), 하부리(下富里), 접지리(接芝里), 대흥리(大興里), 신면리(新綿里), 마석리(摩石里), 봉양리(鳳陽里)                                                 |
| 소성면   | 所聲面   | 1,284  | 2,676   | 29.06  | 주천리(酒川里), 보화리(普化里), 등계리(登桂里), 용정리(龍井里), 화룡리(化龍里), 고교리(古橋里), 애당리(艾堂里), 중광리(中光里), 신천리(新川里), 기린리(麒麟里)                                                                 |
| 고부면   | 古阜面   | 1,666  | 3,696   | 40.02  | 관청리(官淸里), 백운리(白雲里), 만화리(萬化里), 신중리(新中里), 고부리(古阜里), 덕안리(德安里), 신흥리(新興里), 강고리(江古里), 남복리(南福里), 장문리(長文里), 용흥리(龍興里), 입석리(立石里), 만수리(萬壽里)                 |
| 영원면   | 永元面   | 1,089  | 2,279   | 24.96  | 은선리(隱仙里), 신영리(新永里), 장재리(長才里), 풍월리(豊月里), 앵성리(鶯成里), 운학리(雲鶴里), 후지리(後池里) |
| 덕천면   | 德川面   | 1,009  | 2,366   | 20.66  | 하학리(下鶴里), 상학리(上鶴里), 신월리(新月里), 우덕리(優德里), 달천리(達川里), 도계리(道溪里) |
| 이평면   | 梨坪面   | 1,405  | 2,884   | 25.73  | 장내리(長內里), 청량리(靑良里), 팔선리(八仙里), 산매리(山梅里), 두지리(斗池里), 평령리(平嶺里), 창동리(滄東里), 하송리(下松里), 마항리(馬項里), 두전리(斗田里), 오금리(梧琴里)                                                 |
| 정우면   | 淨雨面   | 1,533  | 3,215   | 30.34  | 우일리(宇日里), 산북리(山北里), 대사리(大寺里), 화천리(花川里), 회룡리(回龍里), 장순리(長順里), 초강리(楚江里), 대산리(垈山里), 수금리(水金里), 우산리(牛山里)                                                                 |
| 태인면   | 泰仁面   | 2,083  | 4,598   | 34.20  | 박산리(朴山里), 오봉리(五峰里), 궁사리(弓四里), 태성리(泰成里), 거산리(居山里), 증산리(甑山里), 태흥리(泰興里), 고천리(高川里), 낙양리(洛陽里), 태창리(泰昌里), 태남리(泰南里), 매계리(梅溪里), 오류리(五柳里), 태서리(泰西里) |
| 감곡면   | 甘谷面   | 1,689  | 3,494   | 41.57  | 승방리(勝芳里), 계룡리(桂龍里), 삼평리(三坪里), 방교리(芳橋里), 오주리(五舟里), 진흥리(眞興里), 통석리(通石里), 화봉리(花峰里), 용곽리(龍郭里), 유정리(儒丁里), 대신리(大新里)                                                 |
| 옹동면   | 瓮東面   | 1,046  | 2,163   | 39.88  | 비봉리(飛鳳里), 매정리(梅井里), 산성리(山城里), 상산리(象山里), 칠석리(七石里), 용호리(龍虎里), 오성리(五成里) |
| 칠보면   | 七寶面   | 1,317  | 2,896   | 49.60  | 백암리(白岩里), 축현리(杻峴里), 와우리(臥牛里), 무성리(武城里), 시산리(詩山里), 반곡리(盤谷里), 수청리(水淸里) |
| 산내면   | 山內面   | 754    | 1,548   | 64.98  | 두월리(斗月里), 장금리(長錦里), 매죽리(梅竹里), 예덕리(禮德里), 능교리(菱橋里), 종성리(宗聖里) |
| 산외면   | 山外面   | 1,361  | 2,713   | 62.74  | 정량리(貞良里), 평사리(平沙里), 화죽리(花竹里), 동곡리(東谷里), 상두리(象頭里), 오공리(五公里), 목욕리(沐浴里), 종산리(宗山里)                                                                                                 |
| 수성동   | 水城洞   | 6,599  | 17,900  | 5.90   | 수성동(水城洞), 하북동(下北洞) |
| 장명동   | 長明洞   | 1,587  | 4,132   | 6.55   | 장명동(長明洞), 구룡동(九龍洞), 상동(上洞) (일부) |
| 내장상동 | 內藏上洞 | 7,044  | 20,012  | 45.17  | 상동(上洞) (일부), 금붕동(琴朋洞), 송산동(松山洞), 부전동(夫田洞), 쌍암동(雙岩洞), 내장동(內藏洞) |
| 시기동   | 市基洞   | 2,005  | 4,864   | 3.34   | 시기동(市基洞) |
| 초산동   | 楚山洞   | 3,214  | 8,993   | 5.92   | 시기동(市基洞) |
| 연지동   | 蓮池洞   | 2,564  | 6,000   | 1.71   | 연지동(蓮池洞) |
| 농소동   | 農所洞   | 2,166  | 5,391   | 18.81  | 농소동(農所洞), 망제동(望帝洞), 영파동(暎波洞), 흑암동(黑岩洞), 용계동(龍溪洞), 공평동(公坪洞) |
| 상교동   | 上橋洞   | 1,974  | 4,596   | 46.16  | 하모동(下茅洞), 상평동(上坪洞), 과교동(科橋洞), 삼산동(三山洞), 진산동(辰山洞), 신월동(新月洞), 용산동(龍山洞), 교암동(校岩洞), 신정동(新井洞)                                                                                 |
| 정읍시   | 井邑市   | 50,664 | 122,935 | 692.65 | |

## 역사
마한의 고비리국, 초산도비리국이 위치해 있었다고 한다. 백제 때 정촌현, 대시산군, 고사부리군이 설치되어 있었다. 757년 신라 경덕왕이 정촌현을 정읍현으로 개칭하고 태산군(현재 태인면)의 영현으로 삼았다. 이때 고사부리군은 고부군으로 개칭되었다. 936년 정읍현을 고부군의 속현으로 삼고 감무를 설치했다. 951년 고부군에 안남도호부를 설치하였고, 1019년에는 안남도호부를 폐지하고 고부군으로 환원하였다. 조선 시대 1409년 고려 시대의 태산군과 인의현이 합쳐져 태인군이 되었다. 1421년 태인향교가 신축되었다. 1593년 입암산성이 수축되었다. 1894년 고부군수 조병갑의 압정에 반발하여 고부의 농민들이 봉기하였다. 이 민란은 이후 동학농민운동으로 확산되었다.
- 1895년 6월 23일(음력 윤5월 1일) 전라도 정읍현을 전주부 정읍군으로 개편하였다.[2]
- 1896년 8월 4일 전라북도 정읍군으로 개편하였다.[3]
- 1914년 4월 1일 태인군, 고부군[4]을 정읍군에 통폐합하였다.[5] (19면)

| 개편 전 | 개편 후 (정읍군) | 개편 후 (정읍군)                                               |
| --- | ---------------- | -------------------------------------------------------------- |
| 정읍군 군내면(郡內面) 상리/중사리 일부/(동면)신흥리 일부/쌍암리 일부, 수성리/서내리/상구리/하구리/두산리/동내리 일부/서외리 일부/(북면)장곡리 일부/어동리, 시기리/수침리/광교리/서중리/미동리/중사리 일부/(동면)종산리 일부, 연지리/죽지리/서외리 일부, 입석리/씨교리/장명리/상경리/하경리/입모리/동내리 일부 | 정읍면           | 상리, 수성리, 시기리, 연지리, 장명리                           |
| 정읍군 서이면(西二面) 효죽리/농소리 일부/하평리 일부/(북면)하마리 일부/기영리 일부/(고부군 소정면)신기리 일부/복룡리 일부/(고부군 우덕면)효죽리 일부, 삼산리/신흥리/중리/내동리/연기리/쌍계리/자로리 일부/(남일면)과교리 일부, 당고리/서기리/삼거리/상평리/산우리/향지리/성재리/칠정리 일부/(고부군 소정면)와룡리 일부/향자리 일부, 용흥리/월천리/상모리/하모리 일부/(고부군 소정면)공평리 일부 | 정읍면           | 농소리, 삼산리, 상평리, 하모리                                 |
| 정읍군 남일면(南一面) 신계리/백운동/구계촌/월암리/낙포리/고안리 일부/과교리 일부/궁계리 일부/(서이면)칠정리 일부, 영정리/화산리/삼군리 일부/궁계리 일부/(서일면)서암리 일부/(남이면)제내리 일부/(서이면)자로리 일부/진산리, 석고촌/구암리/부상리/교동리/삼거리/계화리/내지리/외지리/고안리 일부/반암리 일부/삼군리 일부, 죽리/월성리/칠성리/구정리/신성리, 와룡리/현월리/신정리/부암리/석산리/신촌리/남성리/동리/반암리 일부/(남이면)부귀촌 일부/오목동 일부/신정리 일부 | 정읍면           | 과교리, 진산리                                                 |
| 정읍군 남일면(南一面) 신계리/백운동/구계촌/월암리/낙포리/고안리 일부/과교리 일부/궁계리 일부/(서이면)칠정리 일부, 영정리/화산리/삼군리 일부/궁계리 일부/(서일면)서암리 일부/(남이면)제내리 일부/(서이면)자로리 일부/진산리, 석고촌/구암리/부상리/교동리/삼거리/계화리/내지리/외지리/고안리 일부/반암리 일부/삼군리 일부, 죽리/월성리/칠성리/구정리/신성리, 와룡리/현월리/신정리/부암리/석산리/신촌리/남성리/동리/반암리 일부/(남이면)부귀촌 일부/오목동 일부/신정리 일부 | 내장면           | 교암리, 신월리, 용산리                                         |
| 정읍군 동면(東面) 금북리/붕래동/대사동/석교촌/신흥리 일부/쌍점리 일부, 회룡리/저동리/호항리/용하리/비룡리/동구리/내장리/부여리 일부, 부전리/서암리/옹동리/부무리/백석리/덕동리/운암리/운두리/개운리/피오리 일부, 송암리/송학리/월봉리/종산리 일부/쌍점리 일부, 월영리/죽림리/송정리/용암리/귀암리/답곡리/부여리 일부 | 내장면           | 금붕리, 내장리, 부전리, 송산리, 쌍암리                         |
| 정읍군 북면(北面) 외산리/구양리/용호리/신기리/신성리 일부, 복용리/대흥리/우탄리/와룡리/장구리, 신점리/승부리 일부/한교리 일부, 신평리/산현리/어옹리/신성리 일부/양천리 일부/승부리 일부/궁산리 일부/한교리 일부, 신흥리/태곡리 일부/사거리 일부/궁산리 일부/(태인군 서촌면)태곡리 일부, 구평리/기동리/사거리 일부/궁산리 일부/한교리 일부/양천리 일부/승부리 일부 | 북면             | 구룡리, 복흥리, 승부리, 신평리, 태곡리, 한교리                 |
| 정읍군 남이면(南二面) 등천리/장좌리/신령리/신등리 일부/평암리 일부/(서일면)수월리 일부/연동리 일부/군령리/백연리, 봉암리/신기촌/구면리 일부/신면리 일부/송정리 일부/만화리 일부/(서일면)성신리 일부/선암리, 서촌리/동촌리/구정리/금구촌/평점리/간등리/전지리/관동리/삼성동/월치리/오목동 일부/신정리 일부/부귀촌 일부, 석계리/접지리/제내리 일부/송정리 일부/구면리 일부/(서일면)신평리/진목리, 상부리/하부리/만화리 일부/평암리 일부/신면리 일부/(서일면)천원리 일부/신등리 일부 | 입암면           | 등천리, 신면리, 신정리, 접지리, 하부리                         |
| 정읍군 서일면(西一面) 월천리/단곡리/내기리/단촌리/성신리 일부/양지촌 일부/엄동리 일부/안양동 일부/천원리 일부, 신기리/마석리/양동리/비룡촌/서암리 일부, 월산리/운월리/월곡리/수월리 일부/연동리 일부, 영안리/서점리/옹암리/천원리 일부/양지촌 일부 | 입암면           | 단곡리, 마석리, 연월리, 천원리                                 |
| 흥덕군 이동면(二東面) 장산리/태동/태산리/어룡리/은행리/지선리 | 입암면           | 지선리                                                         |
| 고부군 남부면(南部面) 상평리/하평리/남산리/외남리/허문리 일부/남정리 일부/(동부면)허문리 일부, 작산리/관청리/기동/신기리/송정리 일부/(서부면)송정리/청룡리/구고리, 영광리/남정리 일부/허문리 일부/남복리 일부, 안영리/덕안리/진선리/육선리/회동 일부/진장리 일부/입석리 일부, 토정리/신정리/분토리/신화리/만화리 일부/신중리 일부/(서부면)서고리, 해항리/학항리/탑동/신룡리/앵등리/남흥리/운흥리/(동부면)발입리 일부, 신장리/성촌/입석리 일부/진장리 일부/만화리 일부 | 고부면           | 고부리, 관청리, 남복리, 덕안리, 만화리, 용흥리, 입석리         |
| 고부군 서부면(西部面) 용등리/강고리 일부/종암리 일부/마항리 일부/(남부면)신중리 일부, 백운리/구룡리/용수리/반룡리/노승리/용출리/초하리/서룡리/화산리 일부/중리 일부/(성포면)금동리 일부/(흥덕군 일동면)양협리 일부, 죽교리/주산리/강고리 일부/(남부면)신중리 일부/구중리, 용회리/파산리/도산리/홍원리 일부/(남부면)송정리 일부/서흥리 일부/(부안군 입상면)영수리 일부/진영동 일부/(부안군 건선면)율지리 일부 | 고부면           | 강고리, 백운리, 신중리, 신흥리                                 |
| 고부군 북부면(北部面) 흔랑리/미전리 일부/앵성리 일부/덕성리 일부/(덕림면)신광리 일부/대흥리 일부/인천리 일부/표정리 일부, 금곡리/학송리/서당리/태동/신평리/운학리, 갈선리/두만리/신탑리/탑립리/모산리/지사리/은선리, 신성리/주천리/덕성리 일부/미전리 일부/(궁동면)장재리 일부/백양리 일부/청량리 일부/(거마면)쌍교리 일부 | 영원면           | 앵성리, 운학리, 은선리, 장재리                                 |
| 고부군 동부면(東部面) 신영리/은동/발입리 일부/부지리 일부, 청용리/음지리/등전리/양지리/월천리/장문리/허문리 일부/(남부면)남복리 일부, 연지리/풍촌 일부/월현리 일부/(서부면)홍원리 일부/(덕림면)율포리 일부, 효죽리/가납리/후지리/용동/신기리/부지리 일부/풍촌 일부/(북부면)효문리 | 영원면           | 신영리, 장문리, 풍월리, 후지리                                 |
| 고부군 소정면(所井面) 복룡리 일부/신기리 일부/공평리 일부/(정읍군 서이면)하평리 일부/하모리 일부/농소리 일부, 등계리/내기리/대동, 상만리/하만리/주안리/서당리 일부, 구암리/신덕리/상흑리/성동/금구리/용계리 일부/정문리 일부/하흑리 일부/공평리 일부/(우덕면)대암리 일부, 주동/반월리/향자리 일부/와룡리 일부/대마리 일부, 광산리/중광리/소원리/(성포면)원청리/상정리 일부/(소정면)신광리 일부/(흥덕군 이동면)작천리 일부, 신흥리/흑암리/하흑리 일부/정문리 일부/용계리 일부 | 소성면           | 공평리, 등계리, 만수리, 용계리, 주천리, 중광리, 흑암리         |
| 고부군 성포면(聲浦面) 소교리/대고리/대석리/석우리/주정리/신연리/재경리/양천리/연동 일부/화룡리 일부/저동 일부/(남부면)회동 일부/(서부면)종암리 일부/(소정면)서당리 일부, 후천리/기린리 일부/원두리 일부/(흥덕군 일동면)조동 일부, 보화리/와석리/원두리 일부/하정리 일부/계동 일부/입석리 일부/(소정면)춘수리 일부/(흥덕군 일동면)금평리 일부/와석리 일부, 봉양리/필동/정동/율치리/당산리/문동/안양리/(정읍군 서일면)안양동 일부/엄동리 일부/(흥덕군 일동면)용전리 일부, 신천리/삼거리/저동 일부/(소정면)부안리 일부/춘수리 일부/서당리 일부, 막촌/계화리/죽동/애당리 일부/두암리 일부/용산리 일부/작천리 일부/(흥덕군 이동면)은동 일부/죽동 일부, 기동/외동리/상정리 일부/하정리 일부/용산리 일부/대안리 일부/입석리 일부/계동 일부/(소정면)신광리 일부, 산교리/전곡리/구생리/용전리/화룡리 일부/금동리 일부/연동 일부 | 소성면           | 고교리, 기린리, 보화리, 봉양리, 신천리, 애당리, 용정리, 화룡리 |
| 고부군 답내면(畓內面) 월평리/금학리/덕정리/한교리/도계리/신장리 일부/산매리 일부, 포용리/운전리/황전리/국정리/창전리 일부/두전리 일부/마항리 일부/금반리 일부/(궁동면)석지리 일부, 두지리/무릉리/도원리/상신리/중신리/하신리 일부/현동 일부/화랑리 일부/평령리 일부/(오금면)오신리 일부, 연화리/석전리/마항리 일부/금반리 일부/창전리 일부/상송리 일부/하송리 일부, 돈지리/장춘리/산신리/산매리 일부/한수리 일부/(궁동면)신송리 일부, 팔선리/석정리/용전리/서산리 일부/현동 일부/예동 일부/(수금면)신복리 일부/(오금면)각목리 일부/오신리 일부, 세곡리/지지리/평령리 일부/한수리 일부/화랑리 일부/(궁동면)지지리 일부, 목교리/예동 일부/상송리 일부/하송리 일부/서산리 일부 | 이평면           | 도계리, 두전리, 두지리, 마항리, 산매리, 팔선리, 평령리, 하송리 |
| 고부군 궁동면(宮洞面) 송곡리/장내리/사거리/월산리 일부/석지리 일부/(답내면)금반리 일부/(거마면)소수리 일부/월상리 일부, 송산리/소송리/광사리/주산리/신송리 일부, 신월리/연지리/도천리/궁월리/청량리 일부/백양리 일부 | 이평면           | 장내리, 창동리, 청량리                                         |
| 고부군 우덕면(優德面) 천곡리/동곡리/부례리/내오리/외오리/수침리 일부/효죽리 일부/신정리 일부/대암리 일부/(우일면)석교리 일부/(소정면)복룡리 일부, 상학리/학전리/동죽리/용곡리/학림리/하학리 일부, 용전리/시목리/배장리/연촌/쌍정리/내촌/두지리/만종리/(우일면)송덕리 일부, 중학리/장문리/신복리/가정리/하학리 일부/(답내면)신장리 일부 | 덕천면           | 망제리, 상학리, 우덕리, 하학리                                 |
| 고부군 달천면(達川面) 야리/용두리/영달리 일부/산우리 일부/(우일면)야리 일부/(우덕면)제우리, 신월리/삼봉리/쌍봉리/부정리/송산리/영달리 일부/산우리 일부/(우덕면)신기리 | 덕천면           | 달천리, 신월리                                                 |
| 고부군 우일면(雨日面) 오산리/점촌/분토동/원당리/두현리/단촌/이문리/(정읍군 북면)한교리 일부, 야리 일부/유대리 일부/송덕리 일부, 가곡리/석교리 일부/송덕리 일부/(정읍군 북면)방하리 일부/기산리 일부/효죽리 일부/신정리 일부/수침리 일부, 성동/내기리/도찬리/남산리 일부, 화야리/가전리/순목리/조동/부동/마동/한교리/(정읍군 북면)한교리 일부 | 우순면           | 남산리, 대산리, 영파리, 우일리, 화해리,                        |
| 고부군 장순면(長順面) 시동/송배리/비선리/서당리/소산리/사포리 일부/원두리 일부/사거리 일부/망담리 일부/(우일면)남산리 일부, 송내리/신기리/양지리/내장리/후복리/외장리 일부/천덕리 일부/망담리 일부, 장재리/석만리/영춘리/여정리/산정리/석거리/연동/화복리/상학리 일부/사포리 일부/사거리 일부/원두리 일부/(정읍군 북면)사거리 일부/(태인군 서촌면)주산리 일부/서재리 일부, 창납리/연봉리/연지리/신성리 일부/천덕리 일부/외장리 일부/망담리 일부/(우일면)유대리 일부/(수금면)좌두리 일부 | 우순면           | 우산리, 장순리, 장학리, 초강리                                 |
| 고부군 벌미면(伐未面) 배양리/대사리/마동/(태인군 북촌면)이리 일부, 산북리/소사리/삼산리/(수금면)대정리/신복리 일부/삼동 일부/(답내면)예동 일부/(태인군 북촌면)이리 일부/상삼리 일부/오리 일부, 덕성리/화천리 일부/덕촌 일부/(태인군 서촌면)주산리 일부, 괴동/와룡리/신기리/정토리/회룡리 일부/(수금면)규촌 일부 | 정토면           | 대사리, 산북리, 화천리, 회룡리                                 |
| 고부군 수금면(水金面) 신흥리/월성리/삼동 일부/좌두리 일부/야리 일부/규촌 일부/(오금면)각목리 일부/(장순면)신성리 일부 | 정토면           | 수금리                                                         |
| 고부군 오금면(梧琴面) 오정리/대양리/양지리/대동/각목리 일부/오신리 일부/(우일면)야리 일부/(수금면)신복리 일부/(답내면)하신리 일부 | 정토면           | 오금리                                                         |
| 태인군 군내면(郡內面) 구오리 일부/육리 일부/십일리 일부/거산리 일부/(동촌면)신성리 일부/정동리 일부, 백산리/장동/원동 일부/(인곡면)이암리 일부/장수동/(북촌면)일리 일부, 사창리 일부/사리 일부/육리 일부/칠리 일부/십리 일부/십일리 일부, 신기리 일부/용정리 일부/청석동 일부/오리 일부/육리 일부/십리 일부/십일리 일부/거산리 일부/내이리 일부/(고부군 벌미면)덕촌 일부/화천리 일부/회룡리 일부, 홍문리/쌍갈리 일부/사리 일부/오리 일부/칠리 일부/거산리 일부 | 태인면           | 거산리, 백산리, 태성리, 태창리, 태흥리                         |
| 태인군 인곡면(仁谷面) 왕림리/서주동/고천리/관동/녹동/(군내면)쌍갈리 일부/(옹지면)소일리 일부, 구정리/박동리 일부/박서리 일부/(흥천면)궁서리 일부/(군내면)원동 일부/천오리 일부/여율리 일부, 상증리/하증리 | 태인면           | 고천리, 박산리, 증산리                                         |
| 태인군 흥천면(興天面) 강삼리/궁사리 일부/외신리 일부/외이리 일부/(인곡면)이암리 일부/(군내면)원동 일부/(북촌면)일리 일부/구사동 일부/(고부군 벌미면)강신리 일부, 내이리 일부/외이리 일부/외신리 일부/낙양리 일부/용정리 일부/하일리 일부/(군내면)신기리 일부, 천신리/왕천리/하일리 일부/(인곡면)박동리 일부/박서리 일부/낙양리 일부/(군내면)신기리 일부/천오리 일부/청석동 일부 | 태인면           | 궁사리, 낙양리, 오봉리                                         |
| 태인군 용산면(龍山面) 신덕리 일부/화호리 일부/정자리 일부, 대촌리/두동/괴동 일부/양촌리 일부/장군리 일부/(북촌면)신흥리 일부/(고부군 답내면)두전리 일부, 장군리 일부/육동 일부, 정천동/상서동/신곡동/청당리/(김제군 부량면)신평리 일부, 화호리 일부/정자리 일부/신덕리 일부 | 용북면           | 신덕리, 양괴리, 육리, 청천리, 화호리                           |
| 태인군 북촌면(北村面) 일리 일부/이리 일부/구사동 일부/(인곡면)이암리 일부, 표천리/상삼리 일부/하삼리 일부/사리 일부/구사동 일부, 제용리 일부/신흥리 일부/(용산면)우항리 일부/괴동 일부/양촌리 일부, 점촌리/사리 일부/요동 일부/오리 일부, 오리 일부/하삼리 일부/신흥리 일부/제용리 일부/(용산면)우항리 일부 | 용북면           | 구석리, 삼천리, 신용리, 연정리, 우령리                         |
| 태인군 서촌면(西村面) 구사리/복호동/성재동 일부/주산리 일부/서재리 일부/분동 일부/(고부군 벌미면)덕촌 일부/(고부군 장순면)상학리 일부 | 보림면           | 태서리                                                         |
| 태인군 남촌이변면(南村二邊面) 마정리/연지동/평촌리 일부/오류촌 일부/(서촌면)태곡리 일부/월천리/(정읍군 북면)태곡리 일부, 가정리/상유리/하유리/입점리/구곡리/평촌리 일부/(남촌일변면)남기리 일부, 중산리/하삼리/상산리 일부/분동 일부/(서촌면)과학치 일부/(고현내면)삼리 일부, 오류촌 일부/상산리 일부/장재동 일부/(서촌면)과학치 일부, 덕두리 일부/장재동 일부/(서촌면)과학치 일부/(고현내면)이리 일부/삼리 일부 | 보림면           | 마정리, 보림리, 매계리, 오류리, 태남리                         |
| 태인군 남촌일변면(南村一邊面) 동막리/옥촉리/여암리/벌수리/광신리/(고현내면)만궁리 일부/세유리/사리/진종리/백화리, 상일리/중일리/제내리/백암리/축촌리/석정리 일부/(고현내면)이리 일부/삼리 일부/(동촌면)칠전리 일부/(남촌이변면)덕두리 일부/원두리/사제리, 석정리 일부/남기리 일부 | 칠보면           | 반곡리, 백암리, 수청리, 축현리                                 |
| 태인군 고현내면(古縣內面) 은석리/원촌리 일부/동촌리 일부/육리 일부/도산리 일부/(남촌일변면)삼리 일부/구제리 일부/구동, 행단리/복호리/상오리/하오리/동변리 일부/원촌리 일부/만궁리 일부/(남촌일변면)삼리 일부/흥이리, 명천리/도산리 일부/육리 일부/원촌리 일부 | 칠보면           | 무성리, 시산리, 와우리                                         |
| 태인군 산내일변면(山內一邊面) 상탄리/용강리/하두리/사교리/상신리/영동 일부/상두리 일부/(산내이변면)용운리 일부, 내목리/외목리/양하동/마시동/상두리 일부, 여우리/하쌍리/원전리/(임실군 하운면)여우치 일부, 백운동/백여리/묵동/종성리/백학동/안성리/상이리/하이리/황토리/황학동/(산내이변면)청동 일부/용운리 일부 | 산내면           | 두월리, 목욕리, 종산리, 종성리                                 |
| 태인군 산내이변면(山內二邊面) 대능리/용암리/능교리/문수리/상허리/하허동/구복리/감곡리, 매죽리/진삼동/용운리 일부, 원덕리/상례동/하례동, 시동/종암리/신기리/평내리/백필리/청동 일부/사리 | 산내면           | 능교리, 매죽리, 예덕리, 장금리                                 |
| 태인군 산외일변면(山外一邊面) 상지리/하지리/동곡리/용두리 일부/평동 일부, 주곡리/야정리/공동/이치리/신배리/신암리, 사평리/하성리/신천리/평동 일부/용두리 일부/(산외이변면)운전리/노은리/척곡리 | 산외면           | 동곡리, 오공리, 평사리                                         |
| 태인군 산외이변면(山外二邊面) 구장리/만병리/만헌리/진계리 일부/(산내일변면)상두리/가야리, 정량동/도화동/내능리/민하동/능암리/안계리, 상엄리/하엄리/죽동/화정리/무릉리/산내리/하내리/녹동/당곡리/진계리 일부 | 산외면           | 상두리, 정량리, 화죽리                                         |
| 태인군 감산면(甘山面) 계봉리/대삼리/신삼리/사리 일부/반룡리 일부/소이리 일부/(금구군 수류면)구암리 일부, 오리/육리/칠리/반곡리/과신리/팔리 일부/대구리 일부/소구리 일부/반룡리 일부 | 감곡면           | 계룡리, 통석리                                                 |
| 태인군 사곡면(師谷面) 삼평리/북리 일부/하송리 일부/(금구군 남면)만복리 일부, 원방리/상곽리 일부/원중리 일부/원당리 일부/북리 일부, 상송리/하곽리/산전리/회룡리/하송리 일부/소칠리 일부/상곽리 일부/(상촌면)요동 일부, 오주리/원중리 일부, 유수리/정가리/고잔리/옥단동 일부/원당리 일부/원중리 일부/북리 일부/(은동면)명당리 일부 | 감곡면           | 삼평리, 승방리, 용곽리, 오주리, 유정리                         |
| 태인군 은동면(銀洞面) 소사리/신기리 일부/(감산면)팔리 일부/대구리 일부/소구리 일부/(사곡면)신감리 일부, 소일리/이리/삼리/명당리 일부/점촌 일부/(사곡면)옥단동 일부/천곡리, 산직촌/대사리/신흥리/진교리/점촌 일부/(군내면)여율리 일부, 일리/신기리 일부/(감산면)소이리 일부/반룡리 일부/(사곡면)신감리 일부/회암리 | 감곡면           | 대신리, 방교리, 진흥리, 화봉리                                 |
| 태인군 옹지면(瓮池面) 와룡리/덕교리/저삼리/상기리/(동촌면)노삼리, 금상리/일리/사리/두오리 일부/소일리 일부/시목리 일부, 송월리/용이리/호동/소일리 일부, 석육리/성칠리/외칠리/시목리 일부/내칠리 일부/두오리 일부/(동촌면)매당리 일부 | 옹동면           | 상산리, 오성리, 용호리, 칠석리                                 |
| 태인군 동촌면(東村面) 내동리/적천리/정동리 일부/매당리 일부/신성리 일부/삼리 일부/(옹지면)내칠리 일부, 수약동/구암리/수천리/후당리/화장동/두곡리 일부/노탄리 일부/(고현내면)도산리 일부, 행정리/노탄리 일부/삼리 일부/칠전리 일부/두곡리 일부/정동리 일부/(고현내면)원촌리 일부/(남촌일변면)신제리 일부 | 옹동면           | 매정리, 비봉리, 산성리                                         |

| 1914년          | 1914년                                                                                         | 현재            | 현재                                                                                           |
| 면              | 동                                                                                             | 구·읍·면        | 동·리                                                                                          |
| --------------- | ---------------------------------------------------------------------------------------------- | --------------- | ---------------------------------------------------------------------------------------------- |
| 정읍면 (井邑面) | 과교리, 농소리, 삼산리, 상평리, 수성리, 시기리, 연지리, 장명리, 진산리, 하모리                 | 정읍시          | 과교동, 농소동, 삼산동, 상평동, 수성동, 시기동, 연지동, 장명동, 진산동, 하모동                 |
| 내장면 (內藏面) | 교암리, 금붕리, 내장리, 부전리, 쌍암리, 송산리, 신월리, 용산리                                 | 정읍시          | 교암동, 금붕동, 내장동, 부전동, 쌍암동, 송산동, 신월동, 용산동                                 |
| 북면 (北面)     | 구룡리, 하북리                                                                                 | 정읍시          | 구룡동, 하북동                                                                                 |
| 북면 (北面)     | 복흥리, 승부리, 신평리, 태곡리, 한교리                                                         | 정읍시 북면     | 복흥리, 승부리, 신평리, 태곡리, 한교리                                                         |
| 입암면 (笠岩面) | 신정리                                                                                         | 정읍시          | 신정동                                                                                         |
| 입암면 (笠岩面) | 단곡리, 등천리, 마석리, 신면리, 연월리, 접지리, 지선리, 천원리, 하부리                         | 정읍시 입암면   | 단곡리, 등천리, 마석리, 신면리, 연월리, 접지리, 지선리, 천원리, 하부리                         |
| 고부면 (古阜面) | 강고리, 고부리, 관청리, 남복리, 덕안리, 만화리, 백운리, 신중리, 신흥리, 용흥리, 입석리, 장문리 | 정읍시 고부면   | 강고리, 고부리, 관청리, 남복리, 덕안리, 만화리, 백운리, 신중리, 신흥리, 용흥리, 입석리, 장문리 |
| 소성면 (所聲面) | 만수리                                                                                         | 정읍시 고부면   | 만수리                                                                                         |
| 소성면 (所聲面) | 고교리, 기린리, 등계리, 보화리, 신천리, 애당리, 용정리, 주천리, 중광리, 화룡리                 | 정읍시 소성면   | 고교리, 기린리, 등계리, 보화리, 신천리, 애당리, 용정리, 주천리, 중광리, 화룡리                 |
| 소성면 (所聲面) | 봉양리                                                                                         | 정읍시 입암면   | 봉양리                                                                                         |
| 소성면 (所聲面) | 공평리, 용계리, 흑암리                                                                         | 정읍시          | 공평동, 용계동, 흑암동                                                                         |
| 덕천면 (德川面) | 망제리                                                                                         | 정읍시          | 망제동                                                                                         |
| 덕천면 (德川面) | 달천리, 상학리, 신월리, 우덕리, 하학리                                                         | 정읍시 덕천면   | 달천리, 상학리, 신월리, 우덕리, 하학리                                                         |
| 이평면 (梨坪面) | 도계리                                                                                         | 정읍시 덕천면   | 도계리                                                                                         |
| 이평면 (梨坪面) | 두전리, 두지리, 마항리, 산매리, 장내리, 창동리, 청량리, 팔선리, 평령리, 하송리                 | 정읍시 이평면   | 두전리, 두지리, 마항리, 산매리, 장내리, 창동리, 청량리, 팔선리, 평령리, 하송리                 |
| 영원면 (永元面) | 신영리, 앵성리, 운학리, 은선리, 장재리, 풍월리, 후지리                                         | 정읍시 영원면   | 신영리, 앵성리, 운학리, 은선리, 장재리, 풍월리, 후지리                                         |
| 우순면 (雨順面) | 영파리                                                                                         | 정읍시          | 영파동                                                                                         |
| 우순면 (雨順面) | 남산리, 화해리                                                                                 | 정읍시 북면     | 남산리, 화해리                                                                                 |
| 우순면 (雨順面) | 대산리, 우산리, 우일리, 장순리, 초강리, 화천리                                                 | 정읍시 정우면   | 대산리, 우산리, 우일리, 장순리, 초강리, 화천리                                                 |
| 정토면 (淨土面) | 대사리, 산북리, 수금리, 회룡리                                                                 | 정읍시 정우면   | 대사리, 산북리, 수금리, 회룡리                                                                 |
| 정토면 (淨土面) | 장학리                                                                                         | 정읍시 북면     | 장학리                                                                                         |
| 정토면 (淨土面) | 오금리                                                                                         | 정읍시 이평면   | 오금리                                                                                         |
| 태인면 (泰仁面) | 거산리, 고천리, 궁사리, 낙양리, 박산리, 오봉리, 증산리, 태성리, 태창리, 태흥리                 | 정읍시 태인면   | 거산리, 고천리, 궁사리, 낙양리, 박산리, 오봉리, 증산리, 태성리, 태창리, 태흥리                 |
| 태인면 (泰仁面) | 백산리                                                                                         | 정읍시 신태인읍 | 백산리                                                                                         |
| 용북면 (龍北面) | 구석리, 삼천리, 신덕리, 신룡리, 양괴리, 연정리, 우령리, 육리, 청천리, 화호리                   | 정읍시 신태인읍 | 구석리, 신태인리, 신덕리, 신룡리, 양괴리, 연정리, 우령리, 육리, 청천리, 화호리                 |
| 보림면 (寶林面) | 매계리, 오류리, 태남리, 태서리                                                                 | 정읍시 태인면   | 매계리, 오류리, 태남리, 태서리                                                                 |
| 보림면 (寶林面) | 마정리, 보림리                                                                                 | 정읍시 북면     | 마정리, 보림리                                                                                 |
| 칠보면 (七寶面) | 무성리, 반곡리, 백암리, 수청리, 시산리, 와우리, 축현리                                         | 정읍시 칠보면   | 무성리, 반곡리, 백암리, 수청리, 시산리, 와우리, 축현리                                         |
| 감곡면 (甘谷面) | 계룡리, 대신리, 방교리, 삼평리, 송방리, 오주리, 용곽리, 유정리, 진흥리, 통석리, 화봉리         | 정읍시 감곡면   | 계룡리, 대신리, 방교리, 삼평리, 승방리, 오주리, 용곽리, 유정리, 진흥리, 통석리, 화봉리         |
| 옹동면 (瓮東面) | 매정리, 비봉리, 산성리, 상산리, 오성리, 용호리, 칠석리                                         | 정읍시 옹동면   | 매정리, 비봉리, 산성리, 상산리, 오성리, 용호리, 칠석리                                         |
| 산내면 (山內面) | 능교리, 두월리, 매죽리, 예덕리, 장금리, 종성리                                                 | 정읍시 산내면   | 능교리, 두월리, 매죽리, 예덕리, 장금리, 종성리                                                 |
| 산내면 (山內面) | 목욕리, 종산리                                                                                 | 정읍시 산외면   | 목욕리, 종산리                                                                                 |
| 산외면 (山外面) | 동곡리, 상두리, 오공리, 정량리, 평사리, 회죽리                                                 | 정읍시 산외면   | 동곡리, 상두리, 오공리, 정량리, 평사리, 회죽리                                                 |

- 1917년 11월 용북면 삼천리가 신태인리로 개칭되었다.[7]
- 1918년 4월 18일 영원면 장문리가 고부면에 편입되었다.[7]
- 1930년 12월 26일 정읍면을 정주면으로 개칭하였다.[8]
- 1931년 4월 1일 정주면이 정주읍으로 승격하였다.[9] (1읍 18면)
- 1935년 3월 1일 정토면·우순면을 정우면으로 합면하고, 보림면을 북면·태인면에 분할 편입하고, 용북면을 신태인면으로 개칭하였다.[10] (1읍 16면)

| 전라북도령 제1호                         |               |
| 구 행정구역                              | 신 행정구역   |
| 정토면 일원                              | 정우면 일원   |
| 우순면 일원(화해리, 남산리, 영파리 제외) | 정우면 일원   |
| 우순면 화해리, 남산리, 영파리            | 북면 일부     |
| 보림면 마정리, 보림리                    | 북면 일부     |
| 보림면 일원(마정리, 보림리 제외)         | 태인면 일부   |
| 용북면 일원                              | 신태인면 일원 |
- 1940년 11월 1일 신태인면이 신태인읍으로 승격하였다.[11] (2읍 15면)
- 1973년 7월 1일 산내면 목욕리, 종산리가 산외면으로, 정우면 오금리가 이평면으로 편입되었다.[12]

| 대통령령 제6542호     |             |
| 구 행정구역           | 신 행정구역 |
| 산내면 목욕리, 종산리 | 산외면 일부 |
| 정우면 오금리         | 이평면 일부 |
- 1976년 4월 20일 정주읍에 동부·서부·남부출장소가 설치되었다.
- 1981년 7월 1일 정주읍 일원을 관할로 하여 정주시가 설치되었다.[13] (1읍 15면)
- 1983년 2월 15일 정읍군 내장면 일원과 덕천면, 소성면, 북면 일부가 정주시에 편입되었다.[14] (1읍 14면)

| 대통령령 제11027호            |               |
| 구 행정구역                   | 신 행정구역   |
| 내장면 일원                   | 정주시 일부   |
| 덕천면 망제리                 | 정주시 일부   |
| 북면 영파리, 구룡리, 하북리   | 정주시 일부   |
| 소성면 흑암리, 용계리, 공평리 | 정주시 일부   |
| 소성면 봉양리                 | 입암면 일부   |
| 태인면 백산리                 | 신태인읍 일부 |
- 1987년 1월 1일 소성면 만수리가 고부면으로, 이평면 도계리가 덕천면으로, 정우면 산북리가 신태인읍으로 편입되었다.[15]
- 1989년 1월 1일 정우면 장학리가 북면으로, 입암면 신정리가 정주시로 이관되었다.[16]
- 1995년 1월 1일 정주시 일원과 정읍군 일원을 관할로 도농복합형태의 정읍시가 설치되었다.[17]
- 2011년 5월 1일 시기3동을 초산동으로 개칭하였다.[18]
- 2021년 4월 9일 : 입암면 접지리 일부와 마석리 일부 지역을 합쳐 대흥리를 분리 신설(11리 36마을)[19]